# 방콕 지하철
방콕 지하철(태국어: รถไฟฟ้ามหานคร สายเฉลิมรัชมงคล, MRT)은 방콕 시내를 연결하는 지하철 시스템이다. 방콕 지하철의 공사 자금은 타이 대중고속교통국과 관련 정부 기관의 공조 하에 조달된 것으로, 25년의 계약 형태로 운영되고 있다. 하지만 각 호선마다 관리국의 명칭이 다르고 민영 자본과 공적 자본이 함께 투자된 것이어서 상당히 복잡한 운영체계를 갖고 있다.

## 역사

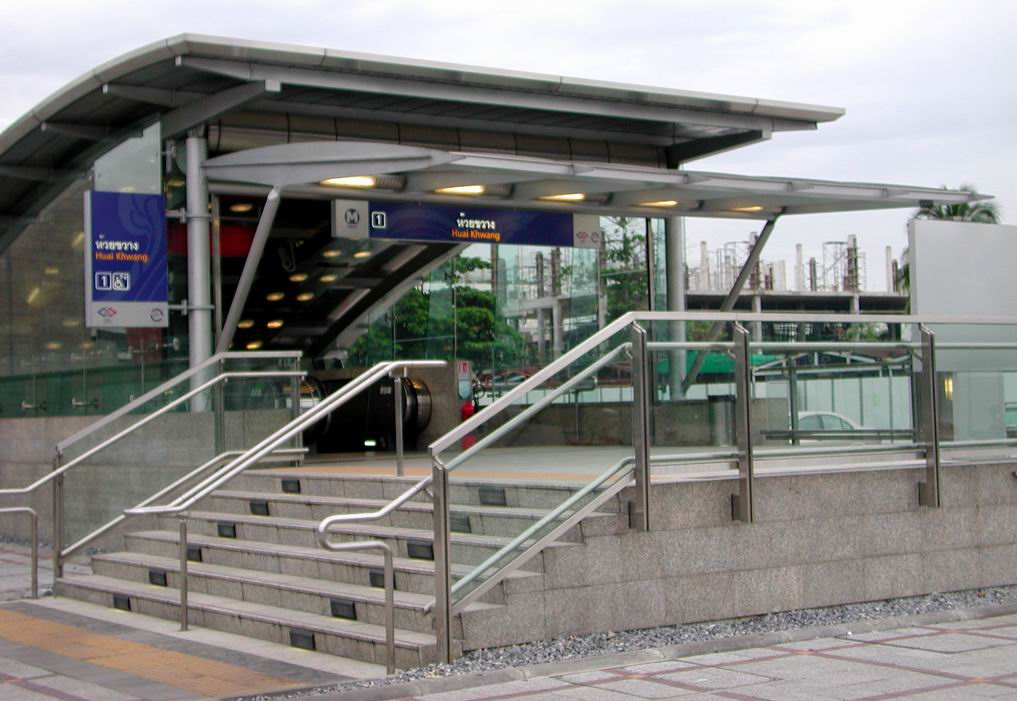
호에 쾅 역으로의 출입구

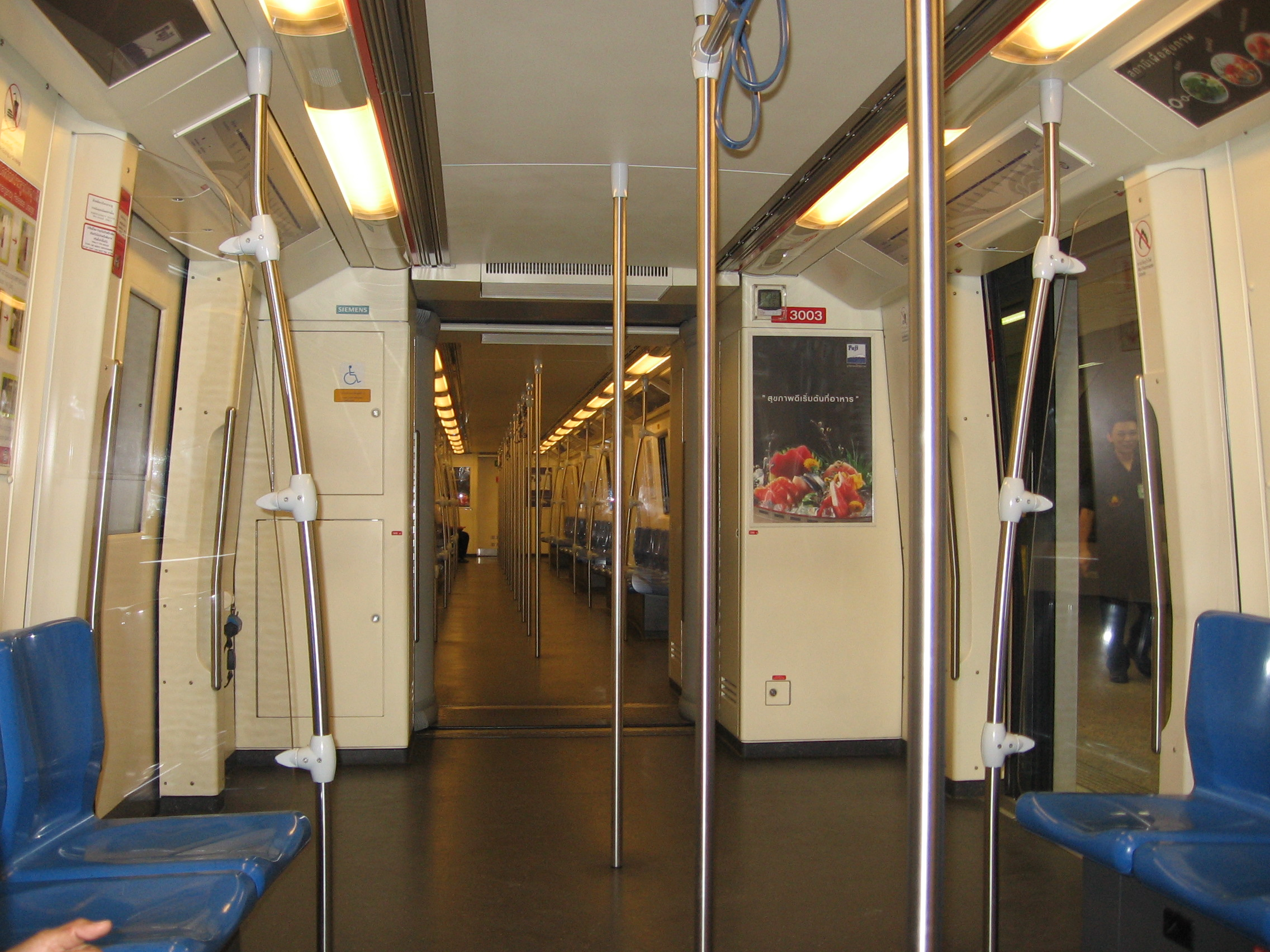
열차 내부 모습

방콕 지하철의 1호선은 찰럼 라차몽콘(태국어:  สายเฉลิมรัชมงคล[*])으로 불리며 파란색 노선이라고도 불린다. 1996년 11월 19일에 착공되었으며 계속된 공사 연기 문제로 몸살이를 앓기도 했다. 이는 1997년의 타이 경제 공황으로 인한 것 때문이었다.
2004년이 돼서야 일반에 일부 구간이 개통되었다. 2004년 7월 3일에는 공식적으로 문을 열었다. 개통식 때 엄청난 인파가 몰려 순식간에 역사가 모두 차는 혼란이 빚어지기도 했지만 이후에는 매일 이용객 수가 18만명으로 급감하였다. 당초 예상했던 40만 명이라는 숫자보다 훨씬 더 적은 것이었다. 2013년을 기준으로 하여 1번 탈 때 16~40 바트 정도가 든다.

## 운영
방콕 지하철 청색선은 현재 길이 21km이며, 프람9 역을 경유하여 방수에 역에서 후아람퐁 역까지 18개의 역이 운영 중이다. 각 방향으로 시간 당 4만명의 인구를 송출할 수 있으며, 스카이 트레인과 비슷하게 지하철은 지멘스 사가 공급한 속도 80km /h의 차량을 사용한다.
스카이 트레인을 갈아탈 수 있는 역은 시롬 역, 쑤쿰빗 역, 짜뚜짝공원 역이다. 지하철은 후아쾅 지역에 큰 차량 기지가 있으며, 프라람9 역과 타이문화센터 역 사이에 위치한다. 방콕이 홍수에 침수하기 쉬운 지대임을 고려하여 모든 지하철 역 입구는 지면보다 1m 높게 설계가 되어 있으며, 물에 장비가 파손되는 것을 방지하기 위해 홍수 배출 장치가 내장되어 있다.  모든 역에는 엘리베이트와 이동식 계단이 설치되어 있으며, 휠체어도 쉽게 이동할 수 있도록 서비스를 제공한다. 보통 출구는 네 개이며, 어떤 방향이든 쉽게 나갈 수 있도록 해준다. 나가는 길목에는 주변 구역 지도가 걸려 있어 자세한 안내 서비스를 제공한다. 안전을 고려해서 플랫폼 스크린 도어가 설치되어 있다. 운행시간은 오전 6시부터 자정까지.

## 사고
2005년 1월 17일 지역 시간으로 아침 9시 15분 경 빈 열차가 돌아오던 중 타이 문화원 역에서 출발하여 가득 승객을 태우고 지나치던 출근 시간 특급 열차와 충돌하는 사고가 발생했다. 140명의 환자가 생겼으며 다행히도 큰 사고는 없었지만 2주 동안이나 주요 역의 열차가 중단 혹은 미뤄지는 일이 발생했다.
사고 이후 조사에 따르면, 사고 전에 돌아가던 빈 열차에 기계상의 결함이 있었기 때문에 곡선 도로를 돌던 중 문제가 발생한 것으로 알려졌다. 2005년 2월 1일부터 운영이 재개되었다.

## 지하철역
| 코드    | 역이름                                    | 환승 | 좌표                                                                          |
| 청색 선 |                                           | |                                                                               |
| 18 BAN  | 방쓰 역                                   | 터미널 역 방쓰 연결 철도역과 파혼요틴 철도역                                                             | 북위 13° 48′ 8.75″ 동경 100° 32′ 27.36″ / 북위 13.8024306° 동경 100.5409333°  |
| 17 KAM  | 깜팽펫 역                                 | 짜뚜짝 시장과 MOF 농산물 시장                                                                            | 북위 13° 47′ 51.83″ 동경 100° 32′ 54.07″ / 북위 13.7977306° 동경 100.5483528° |
| 16 CHA  | 짜뚜짝공원 역                             | 쑤쿰윗 선: 머칫 역 외부 공원 주차장 BMTA 버스 노선/택시 연결편: 북/북동 버스터미널l (머칫 2) 짜뚜짝 공원 | 북위 13° 48′ 9.85″ 동경 100° 33′ 13.21″ / 북위 13.8027361° 동경 100.5536694°  |
| 15 PHA  | 파혼요틴 역                               | 센트랄 플라자 랏 프라오, 유니온몰과 세인트 존즈 대학                                                     | 북위 13° 48′ 46.25″ 동경 100° 33′ 41.22″ / 북위 13.8128472° 동경 100.5614500° |
| 14 LAT  | 랏프라오 역                               | 공원 주차장과 타이 항공 국제선 도심 터미널 (DMK)                                                         | 북위 13° 48′ 23.21″ 동경 100° 34′ 22.54″ / 북위 13.8064472° 동경 100.5729278° |
| 13 RAT  | 랏차다피쎅 역                             | 호텔과 오피스텔                                                                                          | 북위 13° 47′ 56.58″ 동경 100° 34′ 28.37″ / 북위 13.7990500° 동경 100.5745472° |
| 12 SUT  | 쑤티산 역                                 | 쑤티싼 지역                                                                                              | 북위 13° 47′ 24.12″ 동경 100° 34′ 27.02″ / 북위 13.7900333° 동경 100.5741722° |
| 11 HUI  | 후워이쾅 역                               | 후워이쾅 지역의 마사지와 위락 시설                                                                       | 북위 13° 46′ 43.13″ 동경 100° 34′ 26.64″ / 북위 13.7786472° 동경 100.5740667° |
| 10 CUL  | 쑨왓타나탐행쁘라텟타이(타이문화센터) 역   | 방콕 지하철 주차장 시설 타이문화센터에 있는 행위예술 거리까지 걸어서 20분, 시암 니라밋; 로빈슨 백화점    | 북위 13° 45′ 58.11″ 동경 100° 34′ 12.75″ / 북위 13.7661417° 동경 100.5702083° |
| 9 RAM   | 프라람9 역                                | 포춘 타운 쇼핑센터와 티몰 라마9세로 교차로                                                               | 북위 13° 45′ 26.57″ 동경 100° 33′ 54.56″ / 북위 13.7573806° 동경 100.5651556° |
| 8 PET   | 펫차부리 역                               | 방콕 지하철 수바르나브후미 공항 연결: 방콕 도심 터미널 SRT 선 클롱 사엔 사엡 익스프레스 보트 (아속 부두) | 북위 13° 44′ 56.90″ 동경 100° 33′ 48.20″ / 북위 13.7491389° 동경 100.5633889° |
| 7 SUK   | 쑤쿰빗 역                                 | 쑤쿰빗 선: BTS 아속 역 쑤쿰빗 로드 근처 쇼핑가                                                           | 북위 13° 44′ 15.36″ 동경 100° 33′ 40.91″ / 북위 13.7376000° 동경 100.5613639° |
| 6 SIR   | 쑨씨리킷(시리킷 왕비 국립 컨벤션 센터) 역 | 타이 증권시장, 시리킷 왕비 국립 컨벤션 센터와 클롱 뜨이 시장 지역                                        | 북위 13° 43′ 23.04″ 동경 100° 33′ 36.36″ / 북위 13.7230667° 동경 100.5601000° |
| 5 KHO   | 클렁떠이 역                               | 번까이 - 클렁 떠이 지역                                                                                  | 북위 13° 43′ 20.57″ 동경 100° 33′ 14.26″ / 북위 13.7223806° 동경 100.5539611° |
| 4 LUM   | 룸피니 역                                 | 수안룸 야시장과 룸피니 공원 (수안 룸피니)                                                                | 북위 13° 43′ 32.07″ 동경 100° 32′ 45.10″ / 북위 13.7255750° 동경 100.5458611° |
| 3 SIL   | 씨롬 역                                   | 시롬 선: BTS 살라뎅 역 룸피니 공원, 출라롱콘 병원과 시롬 비즈니스 구역                                   | 북위 13° 43′ 45.44″ 동경 100° 32′ 15.21″ / 북위 13.7292889° 동경 100.5375583° |
| 2 SAM   | 쌈얀 역                                   | 쭐라롱껀 대학, 짬쭈리 센터 에듀테인먼트 복합 센터                                                        | 북위 13° 43′ 55.49″ 동경 100° 31′ 50.76″ / 북위 13.7320806° 동경 100.5307667° |
| 1 HUA   | 후아람퐁 역                               | 터미널 역 후아람퐁 철도역                                                                                | 북위 13° 44′ 14.17″ 동경 100° 31′ 4.05″ / 북위 13.7372694° 동경 100.5177917°  |

## 같이 보기
- 세계 각국의 도시 철도
- BTS 스카이 트레인